# Gymnostomum lanceolatum
Gymnostomum lanceolatum är en bladmossart som beskrevs av Cano, Ros och J. Guerra 1994. Gymnostomum lanceolatum ingår i släktet kalkkuddmossor, och familjen Pottiaceae. Inga underarter finns listade i Catalogue of Life.